# Maler-Becker-Schule
Die Maler-Becker-Schule (kurz: MBS) ist eine 1882 gegründete Grundschule im Mainzer Stadtteil Gonsenheim. Die Schüler werden fünfzügig in 20 Klassen unterrichtet. Träger der Bildungseinrichtung ist die Stadt Mainz. Die Schule wurde nach Joseph Ferdinand Becker benannt, einem aus Gonsenheim stammenden Genre-, Kirchen- und Märchenmaler des 19. Jahrhunderts.

## Pädagogisches Konzept
Die Maler-Becker-Schule ist Schwerpunktschule; ihr integratives Konzept bildet die Basis dafür, dass Kinder mit und ohne Beeinträchtigungen gemeinsam in der Schule leben und lernen. Aus diesem Grund gehören auch Förderschulpädagogen und pädagogische Fachkräfte zur Lehrerschaft. Offene Lern- und Arbeitsformen sind fester Bestandteil des Unterrichtsalltags, beispielsweise in Form von Arbeitsgemeinschaften oder regelmäßig stattfindender Projekttage. Die Organisation des Lernens erfolgt für die Schüler in Form von Tages- und Wochenplänen, die nach individuellem Schwierigkeitsgrad und im eigenen Lerntempo abgearbeitet werden können. Im Rahmen der integrierten Fremdsprachenarbeit werden alle Kinder der Maler-Becker-Schule seit Beginn des Schuljahres 2005/2006 an die englische, bzw. französische Sprache herangeführt.

## Geschichte
1882 erfolgte der Bau der „Neuen Schule“, dem heutigen Mittelbau der Maler-Becker-Schule, in Form eines großvolumigen, historistischen Klinkerbaus. Der stetig wachsenden Schülerzahl begegnete man im Jahre 1895 mit der Erweiterung des Gebäudekomplexes um einen Schulhausneubau entlang der Maler-Becker-Straße. Architekt war Jacob Secker. Weitere bauliche Ergänzungen erfolgten 1907 durch den Architekten Gemeindebaumeister Schwarz in Form eines dreigeschossigen Walmdachbaus, der 1930 erweitert wurde. Das Gebäudeensemble steht heute unter Denkmalschutz.